# Ludwig Siegfried Vitzthum von Eckstädt
Ludwig Siegfried Vitzthum von Eckstädt (ur. 14 lipca 1716 w Dreźnie, zm. 5 grudnia 1777 tamże) – saski dyplomata i polityk.
Vitzthum studiował w latach 1729-1736 prawo w Lipsku, które ukończył dysertacją obronioną w marcu 1736 roku. W roku 1739 został dworzaninem (Kammerjunker, a od 1742 Kammerherrn). Towarzyszył Stanisławowi Poniatowskiemu w czasie jego misji specjalnej w Paryżu.
Gdy Johann Adolf von Loß w roku 1741 został nowym posłem saskim w Paryżu, Vitzthum został jemu przydzielony jako pomocnik.
W roku 1743 Ludwig Siegfried Vitzthum został posłem, saskim w Turynie, przeniesiony na podobne stanowisko w Petersburgu w 1746. W Rosji musiał przezwyciężać nieufność carycy Elżbiety Piotrowny do Sasów, ponieważ w Rosji źle było widziane podpisanie przez Saksonię w kwietniu 1746 roku traktatu subsydialnego z Francją, mimo że Saksonia związana była sojuszem obronnym z Austrią i Rosją. W Rosji pozostał 14 miesięcy. Odwołany we wrześniu 1747, dostał od carycy na pożegnanie "Order Świętego Aleksandra Newskiego".
Od marca 1749 do września 1751 był posłem saskim w Monachium. Po powrocie do Drezna pracował jako rządowy minister. W latach 1765–1768 poseł przy wiedeńskim dworze.